# 卡恰尔县

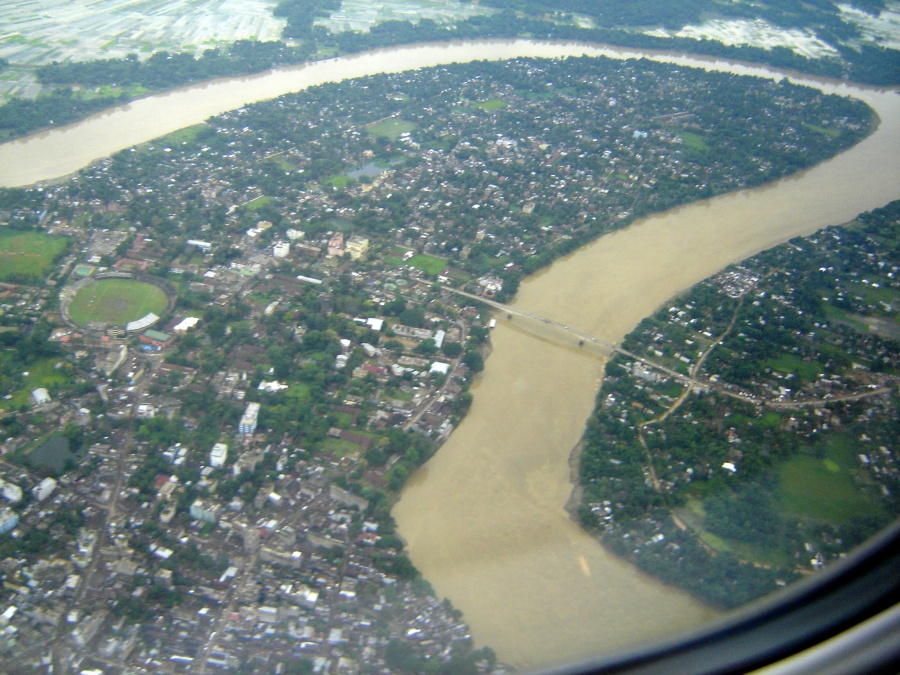

卡恰尔县是印度的一個縣，位於該國東北部，由阿薩姆邦負責管轄，面積3,786平方公里，每年平均降雨量3,000毫米，2011年人口1,736,391，人口密度每平方公里459人。